# デニス・バーク
デニス・バーク（Dennis Burkh, 1935年10月5日 - 2008年7月13日）は、アメリカ出身の指揮者。

## 来歴
サンフランシスコのポーランド人の母親とロシア人の父親の家にデニス・バーク(Dennis Burk)として生まれる。4歳のころからピアノをはじめ、その翌年にはフランツ・ヨーゼフ・ハイドンのピアノ協奏曲をサンフランシスコ交響楽団と共演するなどの早熟振りを見せた。しかし、次第に指揮に興味を持つようになり、17歳の時にメジャー・コンダクター・コースの最年少受講者としてオランダに留学し、シエナの指揮法講座にも出席して指揮法を習得した。1957年から1960年までシュトゥットガルト国立歌劇場に赴任してフェルディナント・ライトナーの助手を務めたり、スカラ座でアントニーノ・ヴォットーの薫陶も受けたりした。1966年から1983年までミシガン州立大学の講師を務めたが、その任期中にグレーター・ランシング・オペラ・カンパニーを設立。1978年から翌年までフルブライト・プログラムでソウルに留学した。1984年からマサチューセッツ大学で教鞭をとり、ファイヴ・カレッジ・オーケストラを指揮した。1991年からヤナーチェク・フィルハーモニー管弦楽団の芸術監督を務める。
シカゴにて死去。